# Seleukos 5. af Seleukideriget
Seleukos 5. Filometor (? – 125 f.Kr.) var konge af Seleukideriget 126 f.Kr. til 125 f.Kr.
Seleukos 5. var søn af kong Demetrios 2. Nikator og dronning Kleopatra Thea. Han efterfulgte faderen som mindreårig ved dennes anden regeringsperiode. Faderen blev i 126 f.Kr. myrdet af moderen og året efter blev også Seleukos 5. et af sin moders ofre. Kleopatra Thea fortsatte med at styre resterne af Seleukideriget for Seleukos 5's yngre broder Antiochos 8. Grypos, der officielt efterfulgte ham på den seleukidiske trone.